# Aartsbisschoppelijke kapel
De Aartsbisschoppelijke kapel (Italiaans: Cappella Arcivescovile) is een kapel in de Italiaanse stad Ravenna die rond het jaar 500 gebouwd is. Het bouwwerk is het kleinste van de acht monumenten in Ravenna die op de werelderfgoedlijst staan. De kapel was een privé-gebedsruimte (of oratorium) van de aartsbisschop van Ravenna. De bouw wordt toegeschreven aan aartsbisschop Peter II van Ravenna, kort nadat hij bisschop werd in 495.